# Primal Blasphemy
Primal Blasphemy – demo grupy Heretique wydane w lutym 2009 roku własnym nakładem zespołu. Zawiera 7 utworów, w tym cover zespołu In Flames, Lord Hypnos, który pierwotnie ukazał się na płycie The Jester Race. Nagrania zrealizował Kamil Bracichowicz, wówczas perkusista grupy Embrional. Utwór Unknown Whispers w 2016
roku został ponownie nagrany i wydany na drugim albumie studyjnym grupy,
De Non Existentia Dei.  

## Lista utworów
| Nr | Tytuł utworu                                                                                              | Długość |
| -- | --- | ------- |
| 1. | „Sacred Victims” (muz. Marek Szubert, Piotr Odrobina, Grzegorz Celejewski / sł. Marek Szubert)            | 3:08    |
| 2. | „In the Wings of Doom” (muz. Marek Szubert, Piotr Odrobina, Grzegorz Celejewski / sł. Marek Szubert)      | 5:05    |
| 3. | „Unknown Whispers” (muz. Marek Szubert, Piotr Odrobina, Grzegorz Celejewski / sł. Marek Szubert)          | 3:23    |
| 4. | „Yggdrasill” (muz. Marek Szubert, Piotr Odrobina, Grzegorz Celejewski / sł. Marek Szubert)                | 3:38    |
| 5. | „Red Thirst” (muz. Marek Szubert, Piotr Odrobina, Grzegorz Celejewski / sł. Marek Szubert)                | 6:34    |
| 6. | „Awakening” (muz. Marek Szubert, Piotr Odrobina, Grzegorz Celejewski / sł. Grzegorz Celejewski)           | 4:31    |
| 7. | „Lord Hypnos” (muz. Björn Gelotte, Jesper Strömblad, Glenn Ljungström / sł. Anders Fridén, Niklas Sundin) | 3:58    |
|    | | 30:17   |

## Twórcy
| - Marek "Strzyga" Szubert – wokal - Piotr "Peter" Odrobina – gitara prowadząca - Grzegorz "Celej" Celejewski – gitara rytmiczna, wokal wspierający - Wojciech "Zyzio" Zydroń – gitara basowa - Radosław "Czaszka" Muzyka – perkusja | - Kamil Bracichowicz – realizacja nagrań - Marek Korybalski – projekt okładki - Marcin Węgierek – fotografie |